# Conamblys glaber
Conamblys glaber là một loài bọ cánh cứng trong họ Cerambycidae.